# 714 Ulula
714 Ulula је астероид главног астероидног појаса са пречником од приближно 39,18 .
Афел астероида је на удаљености од 2,677 астрономских јединица (АЈ) од Сунца, а перихел на 2,393 АЈ.
Ексцентрицитет орбите износи 0,055, инклинација (нагиб) орбите у односу на раван еклиптике 14,262 степени, а орбитални период износи 1474,922 дана (4,038 године).
Апсолутна магнитуда астероида је 9,07 а геометријски албедо 0,271.
Астероид је откривен 18. маја 1911. године.